# Новое (Белгород-Днестровский район)
Новое (укр. Нове) — село, относится к Белгород-Днестровскому району Одесской области Украины.
Население по переписи 2001 года составляло 17 человек. Почтовый индекс — 67751. Телефонный код — 4849. Занимает площадь 0,2 км².

## Местный совет
67751, Одесская обл., Белгород-Днестровский р-н, с. Молога, ул. Кишинёвская, 221а